# Scott McTominay
Scott Francis McTominay (Lancaster, Inglaterra, 8 de diciembre de 1996) es un futbolista británico que juega como centrocampista en la S. S. C. Napoli de la Serie A de Italia.

## Trayectoria

### Manchester United

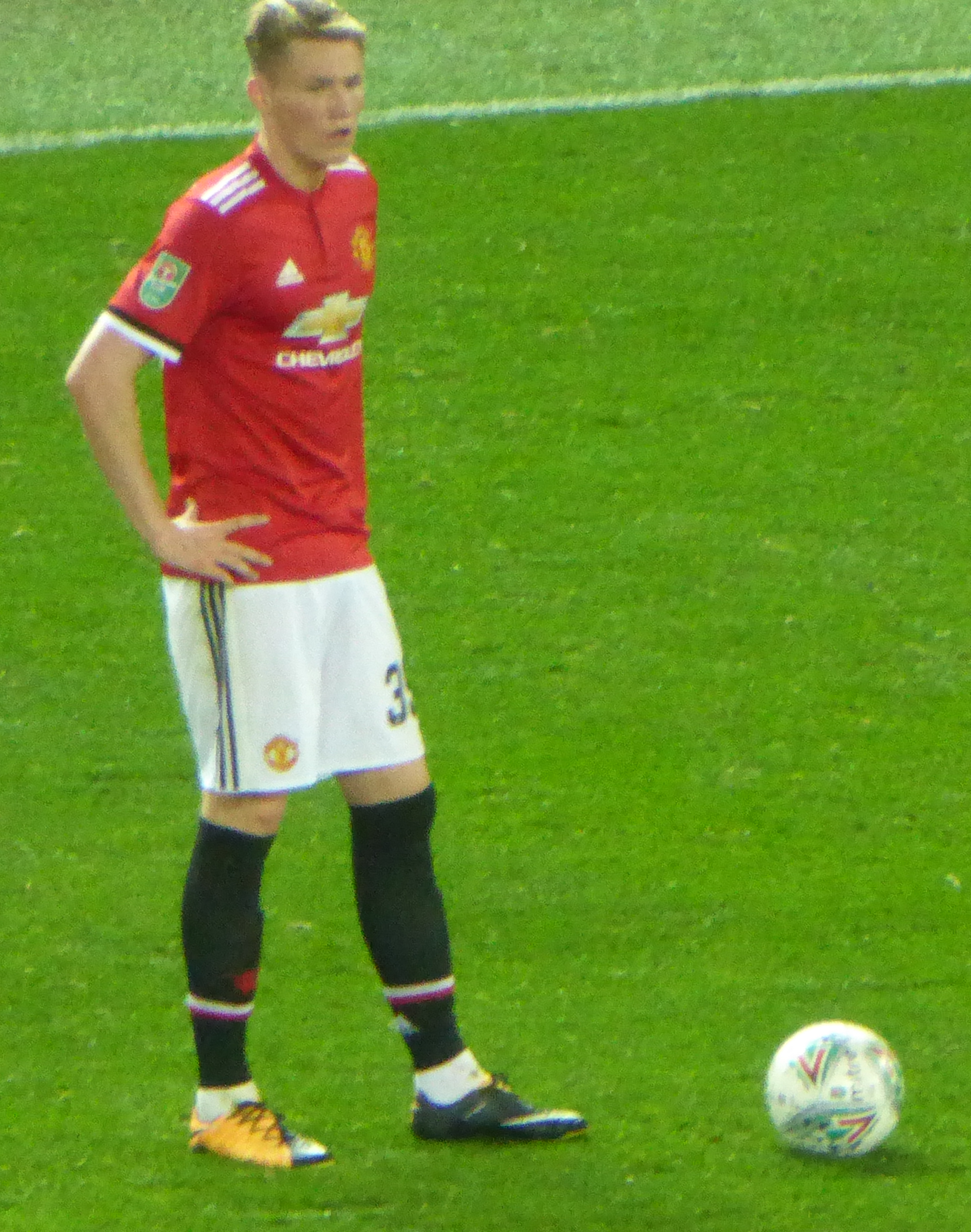
McTominay jugando para Manchester United vs Burton Albion

McTominay se unió a la academia del Manchester United a la edad de cinco años después de asistir al centro de desarrollo del club en Preston. Después de haber jugado como centro delantero en los primeros años de su carrera juvenil, McTominay se convirtió en mediocampista central bajo las órdenes de Warren Joyce. Firmó su primer contrato profesional en julio de 2013.
Realizó siete apariciones para los sub-18 entre 2013 y 2015, donde luchó debido a su pequeño tamaño. McTominay se perdió la mayor parte de la temporada 2014-15 debido a lesiones relacionadas con el crecimiento y las cuestiones de desarrollo, creciendo 25.4 centímetros en dos años.
McTominay luchó de nuevo durante la temporada 2015-16, haciendo 11 apariciones a entre los sub-19 y sub-21, obtuvo un lugar en el equipo regular la temporada siguiente con tres goles en 21 juegos antes de su llamado al primer equipo.
El 30 de abril de 2017 fue convocado por José Mourinho para un partido contra el Swansea City en Premier League permaneciendo en el banco de suplentes. Hizo su primera aparición en la liga el 7 de mayo, entrando como suplente ante el Arsenal. Tras las actuaciones demostradas en las jornadas posteriores, Mourinho declaró:

"Honestamente, creo que McTominay merece más de lo que está recibiendo. Tal vez es porque es ese tipo de niño con un corte de pelo normal, sin tatuajes, sin grandes coches, sin grandes relojes… un niño humilde que llegó al club cuando tenía nueve años. La pasada temporada casi sale del club para ir a algún lado. Quién sabe dónde estaría jugando ahora. Este curso ya ha jugado, no sé, 7 u 8 veces los 90 minutos”.
José Mourinho

McTominay marcaría su primer gol oficial el 2 de abril de 2019 en la derrota 2-1 de visitante frente al Wolverhampton Wanderers, gracias a una asistencia del centrocampista brasileño Fred. En septiembre de 2019 fue votado como Jugador del Mes del Manchester United, imponiendo en la votación a Daniel James y Mason Greenwood. Fue seleccionado nuevamente Jugador del Mes del Manchester United en el mes de octubre de 2019, quien obtuvo un 39% de los escrutinios superando a Marcus Rashford, tomando en cuenta que el concurso comenzó unas pocas horas después de que marcara un gol de tiro libre en Stamford Bridge.
Michael Carrick, exfutbolista inglés del Manchester United, al presenciar las actuaciones del escocés expresó: 

"Algún día tomará mi lugar. Siempre hay que ver a futuro y Scott es el futuro."
Michael Carrick

En la goleada 5-0 al Club Brujas durante un partido de la Liga Europa, el 27 de febrero de 2020, en Old Trafford, marcaría su primer gol europeo, asistido nuevamente por Fred. En junio del mismo año renueva hasta 2025 con opción de prolongar el acuerdo hasta el 30 de junio de 2026.

### Napoli
El 30 de agosto de 2024 puso fin a su etapa en el conjunto de Mánchester, con el que marcó 29 goles en 255 partidos, después de ser traspasado a la S. S. C. Napoli italiana.
Debutó en liga el 15 de septiembre, ingresando en el segundo tiempo durante la victoria a domicilio contra el Cagliari Calcio (0-4), ingresando al campo en el minuto 74 en lugar de Khvicha Kvaratskhelia. El 26 del mismo mes marcó su primer gol con la camiseta del Napoli, contribuyendo al triunfo por 5-0 en la Copa Italia ante el Palermo F. C. El 4 de octubre anotó su primer tanto en la Serie A, abriendo el marcador a los veintiséis segundos en la victoria en casa por 3-1 frente al Como 1907.
El 10 de noviembre volvió a marcar, firmando la ventaja momentánea en el empate 1-1 como visitante contra el Inter de Milán. El 14 de abril de 2025 logró su primer doblete con el conjunto napolitano en el triunfo por 3-0 sobre el Empoli F. C.; resultado que repitió el 27 de abril en la victoria por 2-0 ante el Torino F. C., alcanzando así la decena de goles en la temporada.
En su primera campaña en Italia ayudó al equipo a ganar la liga con un balance de 12 goles y 4 asistencias en 34 partidos. En la última jornada, el día que se decidía el campeón, marcó el primer gol del triunfo ante el Cagliari Calcio. Al final de este encuentro fue distinguido como mejor jugador de la competición.

## Selección nacional
McTominay declaró que su futuro internacional sería con Escocia en lugar de su nación de nacimiento. En marzo de 2018 fue convocado con el conjunto escocés, produciéndose su debut el día 23 del mismo mes ante Costa Rica. 
En mayo de 2021 fue convocado para participar en la Eurocopa 2020.

### Participaciones en Eurocopas
| Copa          | Sede     | Resultado    | Partidos | Goles |
| ------------- | -------- | ------------ | -------- | ----- |
| Eurocopa 2020 | Europa   | Primera fase | 3        | 0     |
| Eurocopa 2024 | Alemania | Primera fase | 3        | 1     |

## Estadísticas

### Clubes
Actualizado al 23 de mayo de 2025.
| Club                               | Div.          | Temporada     | Liga  | Liga  | Liga   | Copas nacionales | Copas nacionales | Copas nacionales | Copas internacionales | Copas internacionales | Copas internacionales | Total | Total | Total  | Media goleadora |
| Club                               | Div.          | Temporada     | Part. | Goles | Asist. | Part.            | Goles            | Asist.           | Part.                 | Goles                 | Asist.                | Part. | Goles | Asist. | Media goleadora |
| ---------------------------------- | ------------- | ------------- | ----- | ----- | ------ | ---------------- | ---------------- | ---------------- | --------------------- | --------------------- | --------------------- | ----- | ----- | ------ | --------------- |
| Manchester United F. C. Inglaterra | 1.ª           | 2016-17       | 2     | 0     | 0      | 0                | 0                | 0                | 0                     | 0                     | 0                     | 2     | 0     | 0      | 0               |
| Manchester United F. C. Inglaterra | 1.ª           | 2017-18       | 13    | 0     | 0      | 6                | 0                | 0                | 4                     | 0                     | 0                     | 23    | 0     | 0      | 0               |
| Manchester United F. C. Inglaterra | 1.ª           | 2018-19       | 16    | 2     | 0      | 3                | 0                | 0                | 3                     | 0                     | 0                     | 22    | 2     | 0      | 0.09            |
| Manchester United F. C. Inglaterra | 1.ª           | 2019-20       | 27    | 4     | 1      | 3                | 0                | 0                | 7                     | 1                     | 0                     | 37    | 5     | 1      | 0.14            |
| Manchester United F. C. Inglaterra | 1.ª           | 2020-21       | 32    | 4     | 1      | 6                | 3                | 0                | 11                    | 0                     | 1                     | 49    | 7     | 2      | 0.14            |
| Manchester United F. C. Inglaterra | 1.ª           | 2021-22       | 30    | 1     | 1      | 2                | 1                | 0                | 5                     | 0                     | 0                     | 37    | 2     | 1      | 0.05            |
| Manchester United F. C. Inglaterra | 1.ª           | 2022-23       | 24    | 1     | 0      | 8                | 1                | 1                | 7                     | 1                     | 0                     | 39    | 3     | 1      | 0.08            |
| Manchester United F. C. Inglaterra | 1.ª           | 2023-24       | 32    | 7     | 1      | 6                | 2                | 1                | 5                     | 1                     | 1                     | 43    | 10    | 3      | 0.23            |
| Manchester United F. C. Inglaterra | 1.ª           | 2024-25       | 2     | 0     | 0      | 1                | 0                | 0                | ―                     | ―                     | ―                     | 3     | 0     | 0      | 0               |
| Manchester United F. C. Inglaterra | Total club    | Total club    | 178   | 19    | 4      | 35               | 7                | 2                | 42                    | 3                     | 2                     | 255   | 29    | 8      | 0.11            |
| S. S. C. Napoli · Italia           | 1.ª           | 2024-25       | 34    | 12    | 4      | 2                | 1                | 0                | ―                     | ―                     | ―                     | 36    | 13    | 4      | 0.36            |
| S. S. C. Napoli · Italia           | Total club    | Total club    | 34    | 12    | 4      | 2                | 1                | 0                | 0                     | 0                     | 0                     | 36    | 13    | 4      | 0.36            |
| Total carrera                      | Total carrera | Total carrera | 212   | 31    | 8      | 37               | 8                | 2                | 42                    | 3                     | 2                     | 291   | 42    | 12     | 0.14            |
| 1. 2.                              |               |               |       |       |        |                  |                  |                  |                       |                       |                       |       |       |        |                 |

## Palmarés

### Títulos nacionales
| Título          | Club                    | País       | Año  |
| --------------- | ----------------------- | ---------- | ---- |
| Copa de la Liga | Manchester United F. C. | Inglaterra | 2023 |
| FA Cup          | Manchester United F. C. | Inglaterra | 2024 |
| Serie A         | S. S. C. Napoli         | Italia     | 2025 |

### Distinciones individuales
| Distinción                  | Año  |
| --------------------------- | ---- |
| Mejor jugador de la Serie A | 2025 |